# 진노하루역
진노하루역(일본어: 陣原駅)은 일본 후쿠오카현 기타큐슈시 야하타니시구에 있는 규슈 여객철도 가고시마 본선의 역이다.
후쿠호쿠유타카 선 애칭의 구간에도 포함되어, 해당 열차의 이용이 가능하다.

## 역 구조 및 승강장
단식 승강장 1면 1선과 섬식 승강장 2면 4선, 합계 3면 5선의 승강장을 가지는 지상역으로 선상 역사를 갖춘다. 규슈 교통기획이 역 업무를 행하는 업무 위탁역으로, 발권 창구가 설치되어 있다.
- 1번 승강장 : 화물선 (단락선) 하행 주 본선 · 후쿠호쿠유타카 선 하행 화물열차 하행 통과
- 2번 승강장 : 화물선 (단락선) 상행 주 본선 · 후쿠호쿠유타카 선 상행
- 3번 승강장 : 대비선 · 하행 화물열차 대비
- 4번 승강장 : 여객선 하행 주 본선 · 가고시마 본선 하행 여객열차
- 5번 승강장 : 여객선 상행 주 본선 · 가고시마 본선 상행 화물·여객열차

## 이용 현황
- 2010년도의 1일 평균 승차 인원은 2,272명이다.

| 승차 인원 추이 | 승차 인원 추이 |
| 년도           | 1일 평균 인수  |
| -------------- | -------------- |
| 2000년         | 1,373          |
| 2001년         | 1,839          |
| 2002년         | 2,084          |
| 2003년         | 2,211          |
| 2004년         | 2,269          |
| 2005년         | 2,267          |
| 2006년         | 2,249          |
| 2007년         | 2,292          |
| 2008년         | 2,383          |
| 2009년         | 2,344          |
| 2010년         | 2,272          |

## 역 주변
- 어뮤즈먼트 MGM 진노하루 점
- 진노하루 시민 센터

## 역사
일본국유철도 시대의 1961년 ~ 1984년의 사이, 이 곳에 화물역의 히가시오리오 역(후의 히가시오리오 신호장)이 있었지만, 여객 취급역은 존재하지 않았다. 이 유휴지를 이용했던 마을 만들기의 검토가 1988년부터 행해졌다. 이 곳으로의 JR역 신설을 토지 이용계획이 정리되어, 기타큐슈 시의 '기타큐슈 시 르네상스 구상'의 주요 사업으로서 자리매김하였다.
예전에는 약간 남쪽을 서일본 철도 기타큐슈 선이 달리고 있어서, 이 선에 '진노하루일본어: 陣の原)'(여기서부터 'の'가 들어간다)역이 존재했다. 이 선은 2000년 11월 26일에 폐지, 진노하루 역도 폐지되었기 때문에, 이 대체역으로서 이 역이 설치되었다. 설치부터 11월 25일까지의 5일간 밖에, 2개소의 진노하루 역일본어: じんのはる駅이 병존했던 일이였다.
- 2000년 11월 21일 : 개업.
- 2009년 3월 1일 : IC 카드 SUGOCA의 이용 개시.

## 인접 역
| 가고시마 본선 (후쿠호쿠유타카 선)포함 | 가고시마 본선 (후쿠호쿠유타카 선)포함 | 가고시마 본선 (후쿠호쿠유타카 선)포함 |
| ------------------------------------- | ------------------------------------- | ------------------------------------- |
| 구로사키 모지 항 방면                 | ■ 쾌속 · 보통                         | 오리오 가고시마 방면                  |